# 赫尔特
赫尔特，是西班牙埃斯特雷马杜拉卡塞雷斯省的一个市镇。总面积59平方公里，2001年普查人口總數為1302人，人口密度為每平方公里22人。